# Giulia Gabbrielleschi
Giulia Gabbrielleschi (Pistoia, 24 luglio 1996) è una nuotatrice italiana, specializzata nel nuoto di fondo. Ai mondiali ha vinto due medaglie d'argento (Gwangju 2019 e Doha 2024) e tre di bronzo (una a Budapest 2017 e due a Budapest 2022).

## Palmarès

### Competizioni internazionali
| Anno | Manifestazione    | Sede         | Evento         | Risultato | Prestazione | Note |
| ---- | ----------------- | ------------ | -------------- | --------- | ----------- | ---- |
| 2011 | Europei giovanili | Belgrado     | 1500m sl       | Argento   | 16'37"94    |      |
| 2017 | Mondiali          | Budapest     | 5 km a squadre | Bronzo    | 54'31"0     |      |
| 2017 | Universiadi       | Taipei       | 10 km          | Argento   | 2h04'17"9   |      |
| 2018 | Europei           | Glasgow      | 10 km          | Argento   | 1h54'53"0   |      |
| 2019 | Mondiali          | Gwangju      | 5 km a squadre | Argento   | 53'58"9     |      |
| 2021 | Europei           | Budapest     | 5 km           | Argento   | 58'49"3     |      |
| 2021 | Europei           | Budapest     | 5 km a squadre | Oro       | 54'09"0     |      |
| 2022 | Mondiali          | Budapest     | 5 km           | Bronzo    | 57'54"9     |      |
| 2022 | Mondiali          | Budapest     | 10 km          | 14º       | 2h02'52"2   |      |
| 2022 | Mondiali          | Budapest     | 6 km a squadre | Bronzo    | 1h'04'43"0  |      |
| 2022 | Europei           | Roma         | 5 km           | Bronzo    | 57'00"3     |      |
| 2022 | Europei           | Roma         | 10 km          | 7º        | 2h 02'09"3  |      |
| 2024 | Mondiali          | Doha         | 6 km a squadre | Argento   | 1h03'28"20  |      |
| 2024 | Europei           | Belgrado     | 10 km          | Bronzo    | 2h'58"50    |      |
| 2024 | Europei           | Belgrado     | 5 km a squadre | Argento   | 1h06'28"6   |      |
| 2025 | Europei           | Cittavecchia | 6 km a squadre | Argento   | 1h03'41"39  |      |

### Altre competizioni
- Vincitrice della Coppa LEN nel 2016 e nel 2022.